# Mkwedu
Mkwedu è una circoscrizione rurale (rural ward) della Tanzania situata nel distretto di Newala, regione di Mtwara. Conta una popolazione di 6 436 abitanti (censimento 2012).